# Monochrome no Keshiki
Monochrome no Keshiki (モノクロの景色 , övers. Monokromt landskap?) är en singel av det japanska rockbandet MUCC. Singeln släpptes på "MUCC-dagen", den 9 juni, och premiärspelades vid en utomhuskonsert i centrala Shinjuku i Tokyo. Den gick in på en sjuttondeplats under sin första vecka på Oricons försäljningslista efter att ha sålts i 9 010 exemplar.

## Låtlista
1. "Monochrome no Keshiki" (モノクロの景色)
2. "Nukegara" (ぬけがら)
3. "9gatsu 3ka no Kokuin <2004.1.29 SHIBUYA-AX kouen shuuroku ongen>" (９月３日の刻印 ＜2004.1.29 SHIBUYA-AX公演 収録音源＞)